# Brachiopsis conjunctoides
Brachiopsis conjunctoides är en fjärilsart som beskrevs av Erich Martin Hering 1933. Brachiopsis conjunctoides ingår i släktet Brachiopsis och familjen snigelspinnare. Inga underarter finns listade i Catalogue of Life.